# Bacacay (Albay)
Bacacay is een gemeente in de Filipijnse provincie Albay op het eiland Luzon. Bij de laatste census in 2007 had de gemeente bijna 62 duizend inwoners.

## Geografie

### Bestuurlijke indeling
Bacacay is onderverdeeld in de volgende 56 barangays:
| - Baclayon - Banao - Barangay 1 - Barangay 2 - Barangay 3 - Barangay 4 - Barangay 5 - Barangay 6 - Barangay 7 - Barangay 8 - Barangay 9 - Barangay 10 - Barangay 11 - Barangay 12 - Barangay 13 - Barangay 14 - Bariw - Basud - Bayandong | - Bonga - Buang - Busdac - Cabasan - Cagbulacao - Cagraray - Cajogutan - Cawayan - Damacan - Gubat Ilawod - Gubat Iraya - Hindi - Igang - Langaton - Manaet - Mapulang Daga - Mataas - Misibis - Nahapunan | - Namanday - Namantao - Napao - Panarayon - Pigcobohan - Pili Ilawod - Pili Iraya - Pongco - San Pablo - San Pedro - Sogod - Sula - Tambilagao - Tambongon - Tanagan - Uson - Vinisitahan-Basud - Vinisitahan-Napao |

## Demografie
Bacacay had bij de census van 2007 een inwoneraantal van 61.574 mensen. Dit zijn 3.217 mensen (5,5%) meer dan bij de vorige census van 2000. De gemiddelde jaarlijkse groei komt daarmee uit op 0,74%, hetgeen lager is dan het landelijk jaarlijks gemiddelde over deze periode (2,04%). Vergeleken met de census van 1995 is het aantal mensen met 5.279 (9,4%) toegenomen.

De bevolkingsdichtheid van Bacacay was ten tijde van de laatste census, met 61.574 inwoners op 122,13 km², 504,2 mensen per km².

## Geboren in Bacacay
- Venancio Ziga (24 maart 1904), politicus (datum overlijden onbekend).